# Jacobus Losecaat
Jacobus Losecaat (Zevenbergen, 9 februari 1716 - Asten, 17 december 1796) was een jurist die de heren van Asten heeft ondersteund.
Hij was betrokken bij de koop van deze heerlijkheid in 1754 door de Dordtse industriëlen Cornelis van Hombroek en Jan van Nievervaart. Van 1749-1795 was hij rentmeester van deze heren, alsmede van hun voorganger Pieter Valkenier en van hun opvolgers, zoals Antonia Papegaaij.
Jacobus Losecaat was bovendien drossaard en secretaris van Asten, drossaard van Mierlo, secretaris van Bakel en erfsecretaris van Lierop. Dit leverde hem voor die tijd aanzienlijke inkomsten op. Daarbij leverde hij schrijfmaterialen aan de gemeente, kreeg onkostenvergoedingen en een deel van de boetes die hij zelf oplegde.
Hij was in 1758 en 1761 griffier van het kwartier Peelland en in 1763 rentmeester van Peelland. In 1795 legde hij, op 79-jarige leeftijd, het drostambt neer, wat verwikkelingen met zich meebracht, aangezien de Fransen ingrijpende bestuurlijke hervormingen doorvoerden.
Jacobus Losecaat is getrouwd met Geertruyda Hampen en ze kregen vijf kinderen:
- Mr. Jacobus Losecaat, Burgemeester van 's-Hertogenbosch raadsheer in het provinciaal Gerechtshof van Noord-Brabant
- Pieternella Gerardina Losecaat
- Geertruida Helena Losecaat, Trouwde met Mr. Isaak Weijer Vermeer en wijzigde de naam bij koninklijk besluit in Losecaat Vermeer
- Mr. Pieter Gerard Antonie Losecaat, rechter te Breda en officier van Justitie,
- Antonette Losecaat